# Lagoa Bonita do Sul
Lagoa Bonita do Sul is een gemeente in de Braziliaanse deelstaat Rio Grande do Sul. De gemeente telt 2.759 inwoners (schatting 2009).